# 小行星7238
小行星7238（英語：7238 Kobori）是一颗围绕太阳公转的小行星。1989年7月27日，水野義兼、古田俊正在可儿市发现了此天体。
这颗小行星的绝对星等为47.78966974866842等。